# Basilika La Merced (Lima)

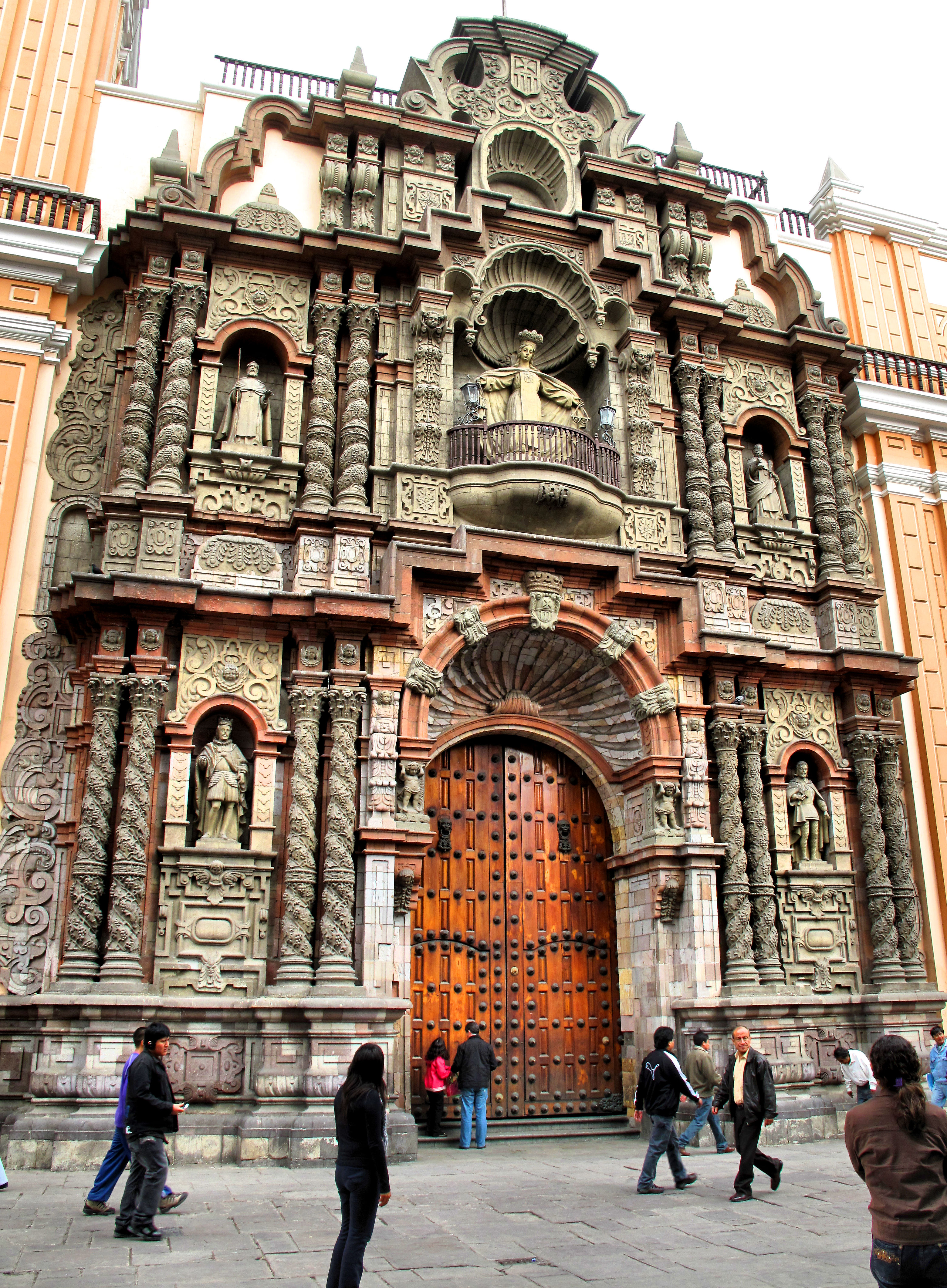
Portal der Basilika

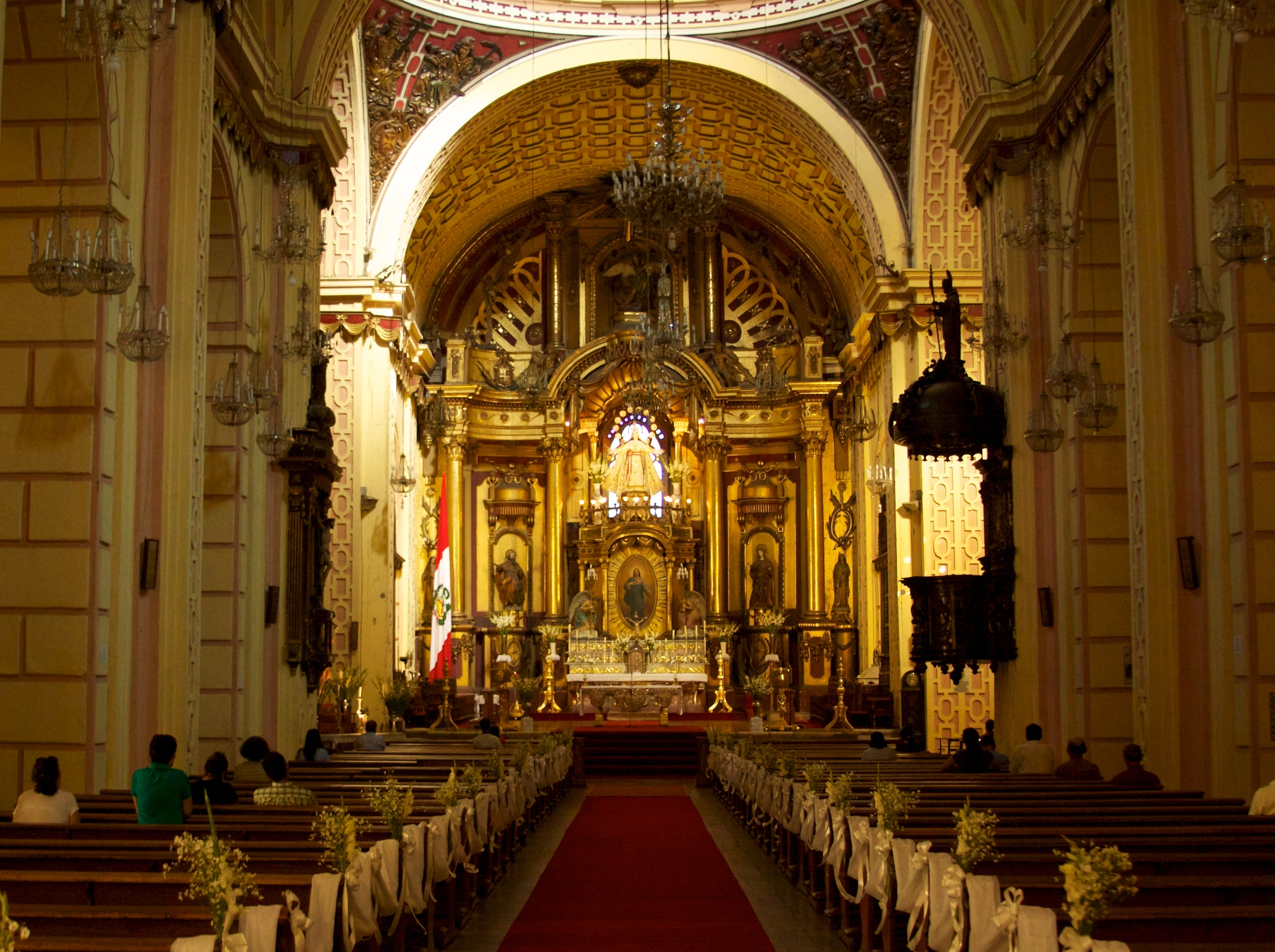
Innenraum der Basilika

Die Basílica Nuestra Señora de la Merced (deutsch Basilika Unserer Lieben Frau der Barmherzigkeit) ist eine römisch-katholische Kirche in Lima, der Hauptstadt Perus. Die Klosterkirche der Mercedarier wurde wie verbreitet Maria vom Loskauf der Gefangenen gewidmet. Die Kirche des Erzbistums Lima trägt den Titel einer Basilica minor. Die Basilika ist zusammen mit dem Kloster  Kulturelles Erbe der Nation und als Teil des historischen Zentrums von Lima UNESCO-Weltkulturerbe.

## Geschichte
Der Mercedarier-Orden ließ sich im Vorjahr der Stadtgründung Limas durch Francisco Pizarro im fruchtbaren Rímac-Tal nieder, um die indigene Bevölkerung zu missionieren. Zugleich mit der Stadtgründung 1535 begannen sie auf diesem durch Kapitän Francisco de Becerra Solar zusammen mit sechstausend Pesos gespendeten Gelände mit dem Bau ihres Klosters mit der Barmherzigkeitskirche, die heute in der historischen Altstadt Limas etwa mittig auf dem Weg zwischen der Plaza Mayor und der Plaza de San Martin liegt. Unter dem Mercedarierbruder Miguel de Orenes als Gründer begann der Bau der ersten Kirche aus Holz; der Bau der heutigen gemauerten Kirche dauerte dann nach Plänen von verschiedener Architekten durch verschiedene Erdbeben und Erweiterungen bis zum Ende des 18. Jahrhunderts. 1924 wurde die Kirche durch Papst Pius XI. in den Rang einer Basilica minor erhoben, im Jahr 1972 wurde sie zum nationalen Kulturerbe und 1988 Teil der UNESCO-Welterbestätte.

## Architektur
Wie viele Gebäude in Lima überstand die Basilica Nuestra Señora de la Merced in den fast 500 Jahren seit ihrer Entstehung mehrere Erdbeben und Brände. Sie wurde errichtet in einer Mischung aus Lehmziegeln und Backstein. Die Barmherzigkeitskirche wurde mehrmals erweitert. Die heutigen Seitenschiffe entstanden im Laufe der Jahrhunderte, ebenso wie die Dekoration im Innern.
Bereits 1591 bekam die Fassade ihre heutige Gestalt, die allerdings mehrfach zerstört und erst 1939 rekonstruiert wurde. Sie ist ein bedeutendes Beispiel für barocken Churriguerismus in Lima. Die künstlerisch wertvolle Fassade wurde in drei Etage mit grauen und rosa Granit gefertigt, der als Schiffsballast aus Panama nach Peru kam. Mittig steht das Bildnis der Virgen de las Mercedes in einer Nische. Nach dem Erdbeben von 1746 wurde die Kirche teilweise restauriert; zu dieser Zeit wurde auch das Portal wieder aufgebaut. Der einseitige Kirchturm, der 1539 begonnen wurde, war höher geplant, wurde aber im Gefolge des Erdbebens vom 20. Oktober 1687 verkürzt. Die Glocken im Turm, der das letzte Mal 1998 restauriert wurde, werden nur im September geläutet, dem Monat der Schutzpatronin der Mercedarier.
Die Kirche ist im Innern eher dunkel, was den wuchtigen Pfeilern und schweren Gewölben geschuldet ist. Ihre barocke Decke wurde 1591 von Cristóbal Gómez geschnitzt. Beeindruckend sind die barocken Goldverzierung am Hauptaltar und den Seitenaltären. Die Dekoration der Wand- und Bodenflächen zeigt maurischen Einfluss. Die Gemälde entstammen dem Barock. Anlässlich des 100. Jahrestages der Nationalen Unabhängigkeit wurde das Marienbildnis 1921 gekrönt, sie ist Schutzherrin des peruanischen Militärs.
Das Grab des Klostergründers Miguel de Orenes befindet sich in der Kirche. In einer Nische ist das Grab Francisco de Becerras zu sehen.